# Persone di cognome González/Calciatori
| Questa pagina contiene informazioni ricavate automaticamente dalle voci biografiche con l'ausilio del template Bio e di un bot. L'aggiornamento è periodico e automatico e ricostruisce completamente la pagina. Se manca una persona in questa lista, sei pregato di non aggiungerla, ma accertati piuttosto che la sua voce biografica contenga il template Bio e che i dati anagrafici siano correttamente compilati. Se il template Bio manca, inseriscilo tu stesso o, in alternativa, metti l'avviso {{tmp\|Bio}} che ne segnala la mancanza. Se i dati riportati sono sbagliati, correggi direttamente la voce biografica; le modifiche saranno visibili in questa lista entro pochi giorni. Per chiarimenti vedi il progetto antroponimi. La lista contiene solo le 56 persone che sono citate nell'enciclopedia e per le quali è stato implementato correttamente il template Bio. Pagina aggiornata al 23 lug 2025. |

Questa è una lista di persone presenti nell'enciclopedia che hanno il cognome González e sono calciatori.

## A(8)
- Alberto Mario González, calciatore argentino (Buenos Aires, n. 1941 - Buenos Aires, † 2023)
- Antonio Vidal González, ex calciatore argentino (Candelaria, n. 1964)
- Aurelio Ramón González, calciatore e allenatore di calcio paraguaiano (Luque, n. 1905 - † 1997)
- Alberto González, calciatore paraguaiano (n. 1921 - † 2003)
- Alexander González, calciatore venezuelano (Maracay, n. 1992)
- Andrés Aurelio González, ex calciatore peruviano (Callao, n. 1968)
- Armando González, calciatore paraguaiano (n. 1924)
- Arnaldo González, calciatore argentino (Quilmes, n. 1989)

## C(4)
- Carlos Esteban González, ex calciatore argentino (Buenos Aires, n. 1927)
- Claudio Daniel González, ex calciatore argentino (Posadas, n. 1976)
- César Héctor González, calciatore e allenatore di calcio argentino (San Carlos de Bolívar, n. 1926 - Nizza, † 2016)
- Carlos Alonso González, ex calciatore spagnolo (Santillana del Mar, n. 1952)

## D(3)
- Derlis Aníbal González, ex calciatore paraguaiano (Itauguá, n. 1978)
- David Gonzalez, ex calciatore svizzero (Ginevra, n. 1986)
- Diego González, calciatore argentino (Lomas de Zamora, n. 1988)

## E(4)
- Ezequiel González, ex calciatore argentino (Rosario, n. 1980)
- Edgardo González, calciatore uruguaiano (n. 1936 - † 2007)
- Edwin González, ex calciatore salvadoregno (Usulután, n. 1977)
- Quini, calciatore spagnolo (Oviedo, n. 1949 - Gijón, † 2018)

## F(3)
- Federico González, calciatore argentino (Colón, n. 1987)
- Francisco González, calciatore argentino (Ordóñez, n. 2001)
- Franco González, calciatore argentino (Villa Tulumaya, n. 1999)

## G(3)
- Gastón González, calciatore argentino (Lanús, n. 1988)
- Gastón González, calciatore argentino (Santa Fe, n. 2001)
- Gonzalo González, calciatore argentino (La Plata, n. 2003)

## H(2)
- Adrián González, ex calciatore argentino (Avellaneda, n. 1976)
- Hermes González, ex calciatore paraguaiano (Asunción, n. 1935)

## I(1)
- Iriome González, ex calciatore spagnolo (Icod de los Vinos, n. 1987)

## J(3)
- Javier González, calciatore peruviano (Lima, n. 1939 - Lima, † 2018)
- José Jorge González, calciatore argentino (Montevideo, n. 1944 - Montevideo, † 1991)
- Juan Cruz González, calciatore argentino (Córdoba, n. 1996)

## L(2)
- Leandro González, calciatore argentino (Pigüé, n. 1985)
- Leonel González, calciatore argentino (Concordia, n. 1994)

## M(10)
- Mariano González, ex calciatore argentino (Tandil, n. 1981)
- Matías González, calciatore uruguaiano (Artigas, n. 1925 - Montevideo, † 1984)
- Miguel Oswaldo González, ex calciatore argentino (n. 1952)
- Mario González, calciatore uruguaiano (n. 1950 - † 2019)
- Marvin González, ex calciatore salvadoregno (El Refugio, n. 1982)
- Matías González, calciatore argentino (Buenos Aires, n. 2002)
- Matías González, calciatore argentino (Godoy Cruz, n. 1999)
- Mauro González, calciatore argentino (Lanús, n. 1996)
- Maximiliano González, calciatore argentino (San Lorenzo, n. 1994)
- Maximiliano González, calciatore argentino (Monte Grande, n. 2004)

## N(2)
- Nelson González, ex calciatore argentino (Buenos Aires, n. 1988)
- Nicolás González, calciatore argentino (Belén de Escobar, n. 1998)

## R(3)
- Raúl Alberto González, ex calciatore argentino (Venado Tuerto, n. 1976)
- Raúl González, ex calciatore portoricano (Ocean Springs, n. 1994)
- Rodrigo González, calciatore argentino (Rosario, n. 2000)

## S(4)
- Santiago González, calciatore argentino (Tigre, n. 2003)
- Sergio Rico, calciatore spagnolo (Siviglia, n. 1993)
- Sergio González, calciatore argentino (Lamarque, n. 1995)
- Silvio González, ex calciatore argentino (Guernica, n. 1980)

## T(1)
- Tomás Leonel González, calciatore argentino (Resistencia, n. 2003)

## V(1)
- Vicente González, calciatore argentino (n. 1904)

## W(1)
- Washington González, ex calciatore uruguaiano (Florida, n. 1955)

## Á(1)
- Ángel González, calciatore argentino (Godoy Cruz, n. 1994)